# فطومة (فلم 1961)
فطومة هو فيلم مصري عرض عام 1961، بطولة هند رستم وكمال الشناوي ومحمود المليجي، ومن إخراج حسن الصيفي.

## قصة الفيلم
تعرف فاطمة من الدكتور وحيد فريد أن زوجها ترك رسالة إليها قبل موته يبلغها أنه ينوي الانتحار، وعندما يذهب إلى بيت خورشيد بك يفاجأ بأنه لم يمت ويهدده بالمسدس، فيخرج وحيد مسدسه ويقتل زوج عشيقته، وأمام الشرطة يحكي القصة، بأنه يعرف فاطمة منذ زمن طويل عندما كادت أن تنتحر، لكن الدكتور وحيد أعطاها الأمل وطلب منها الزواج.

## طاقم التمثيل
- هند رستم: (فاطمة)
- كمال الشناوي: (وحيد فريد)
- محمود المليجي: (خورشيد)
- هدى شمس الدين: (هدى الراقصة)
- عبد الخالق صالح: (المحقق)
- خيرية أحمد: (الخادمة)
- الدكتور شديد: (صديق خورشيد)
- خالد سعيد الشيخ: (طفل)
- ميمي جمال: (صديقة فاطمة)
- عباس رحمي: (مدير الكباريه)
- عبد المنعم بسيوني: (صديق خورشيد)
- مختار السيد: (ضابط)
- جمال حمدي: (ضابط)
- عبد المحسن سليم: (صديق وحيد)
- طوسون معتمد: (مخبر)
- علي المعاون: (مخبر)

## فريق العمل
- إخراج: حسن الصيفي
- تأليف: زكي صالح
- مدير التصوير: ألفيزي أورفانيللي
- مونتاج: فكري رستم
- موسيقى تصويرية: أندريه رايدر
- إنتاج: دينار فيلم
- توزيع: دينار فيلم